# Guadalete
El Guadalete es un río del sur de España, perteneciente a la vertiente atlántica de Andalucía. Nace al norte de la sierra de Grazalema (en el peñón Grande) y desemboca en El Puerto de Santa María, en la bahía de Cádiz. Transcurre principalmente por la provincia de Cádiz y en parte por la de Sevilla. El Guadalete, sus afluentes y su cuenca abastecen de agua de riego a una extensa vega y es también la fuente de agua potable de aproximadamente un millón de personas. Sus dos afluentes más importantes son el Guadalporcún, que drena el norte de la cuenca y el Majaceite que lleva las aguas de la cuenca meridional.
Hasta mediados del siglo XX era navegable para pequeñas embarcaciones hasta Jerez de la Frontera. Hoy en día su desembocadura es el puerto fluvial de El Puerto de Santa María.  En época romana se realizó la modificación de la desembocadura del río para que discurriera hacia el Portus Gaditanus, actual El Puerto de Santa María, quedando el cauce anterior abandonado (río San Pedro). Es uno de los ríos «anguleros» de Andalucía. Es responsable del aporte de sedimentos que han creado las costas de la bahía de Cádiz y es también responsable de su continuo proceso de colmatación.
Parte del río está protegido como Lugar de importancia comunitaria (LIC)

## Historia

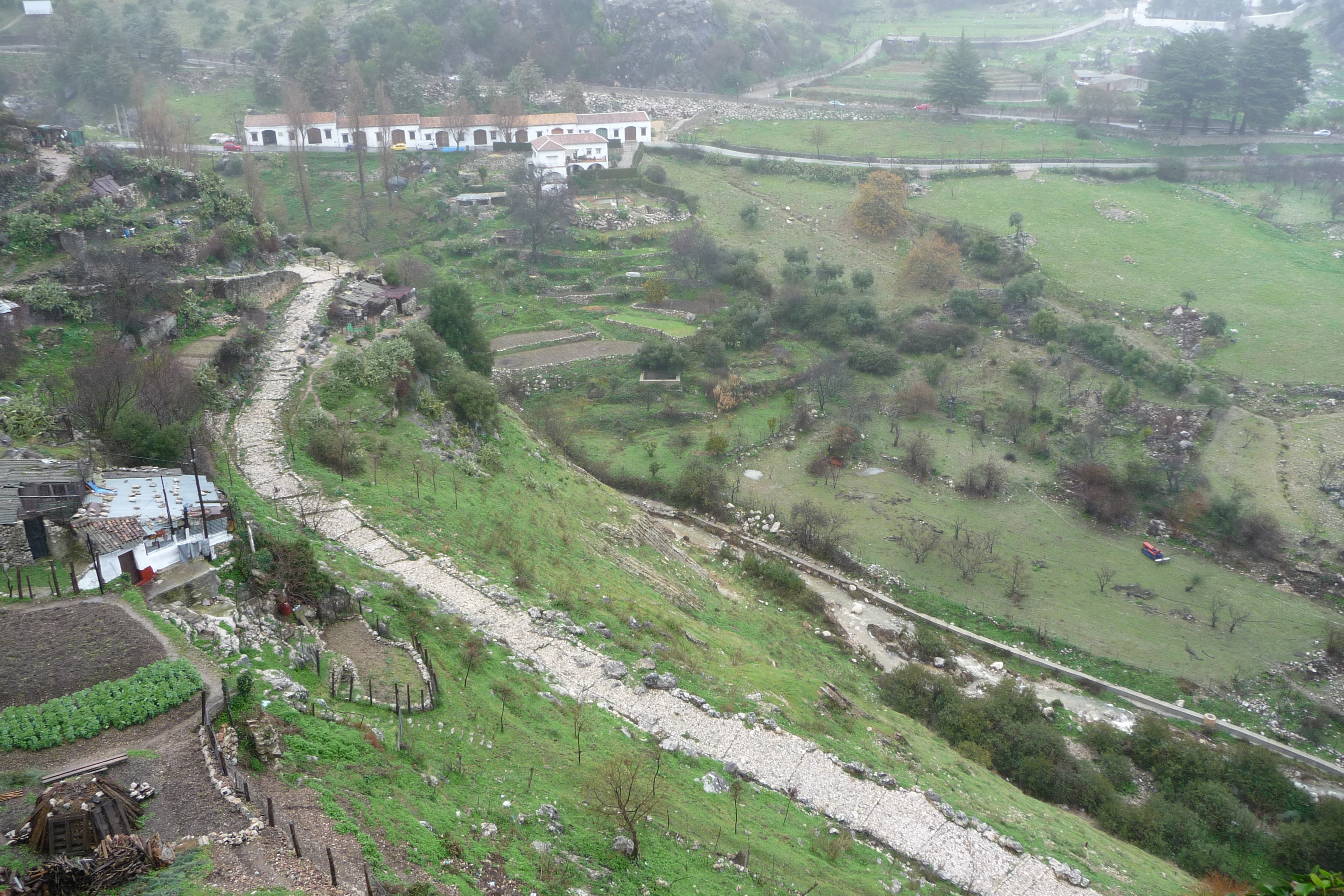
Guadalete al poco de nacer en Grazalema

Se sabe que la cuenca del Guadalete fue poblada desde la prehistoria, de hecho, el yacimiento arqueológico y paleontológico de El Palmar del Conde junto a la barriada El Portal contiene evidencias de la presencia de grandes mamíferos prehistóricos, entre ellos hipopótamos y además pobladores que les daban caza.
Existen restos que evidencian un uso intensivo del río en época romana. Destaca una estructura hidráulica de grandes dimensiones en pedanía jerezana de La Corta, incluyendo un molino romano único en Hispania.
Su nombre parece derivar de Lete (el río del olvido en la mitología griega), por una batalla entre fenicios asentados en la actual Cádiz y sus vecinos griegos asentados en la desembocadura de este río, el puerto Menesteo hoy conocido como El Puerto de Santa María. Esta batalla debía tener lugar en las inmediaciones del que por aquel entonces se denominaba río Criso (derivado de Chrysos, nombre dado a Gerión). Como no llegó a haber ningún enfrentamiento gracias a la diplomacia, se celebró una ceremonia de reconciliación y olvido de las pasadas ofensas. Y el río llegó a ser conocido como el río del olvido. Aún dicen que en su ribera se erigió una columna para perpetua memoria (actualmente desaparecida). 
Otro nombre atribuido al río Guadalete es río Cilbo.  En el poema geográfico “Ora Marítima”, del romano Rufo Festo Avieno, al tratar sobre el litoral gaditano en los versos 317 a 321,  cita las aguas de los ríos Besilo y Cilbo. Los expertos historiadores  hoy en día que el orden en que aparecen citados es equivocado por Avieno y sería en primer lugar el río Cilbo que piensan que es otro nombre que se le daba al río Guadalete, que es el río más grande en la zona descrita  (región de las tribus indígenas llamados cilbicenos) y el segundo río  en importancia es el río Barbate ( río Besilo) que indubitablemente desembocaba cerca localidad gaditana de igual nombre que era la ciudad turdetana y luego romana de Baesippo  citada en distintas fuentes clásicas.
Po último, otras fuentes apuntan a la cercana ciudad de Lakka en la Junta de los Ríos (o un lago "Lacca") como origen del nombre (Wadi Lakka).

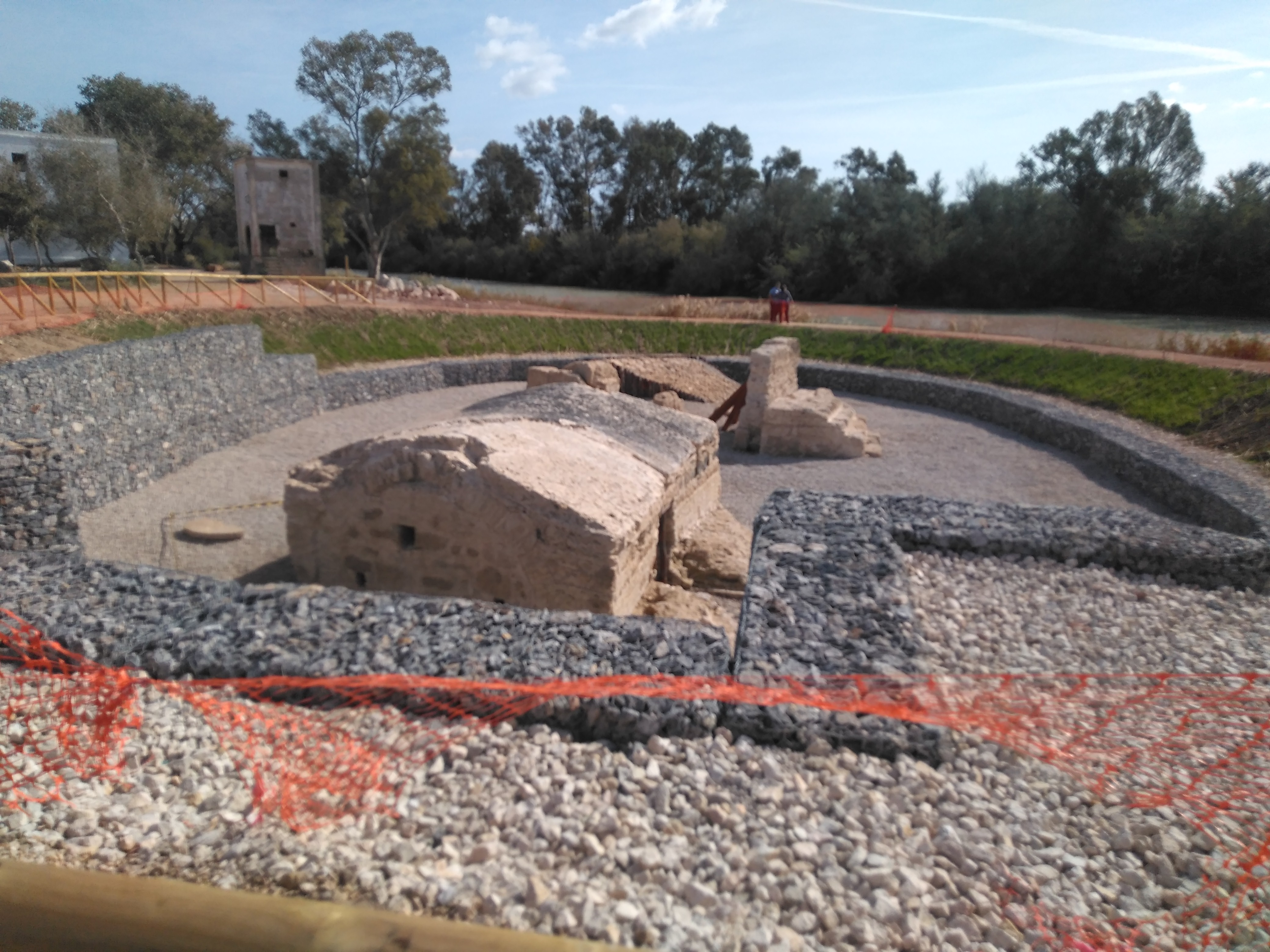
Molino romano en La Corta

Posteriormente fue un enclave de importancia para el imperio romano ya en tiempos de Al-Ándalus se denominó Guadaletho (de la raíz árabe wādi «valle, cauce»), para ir derivando hasta la actualidad en Guadalete.
En sus inmediaciones se encontró un casco corintio de bronce del s. VII a. C. que, aunque encontrado fuera de contexto y por lo tanto, con una interpretación arqueológica difícil, parece ser uno de los objetos griegos más antiguos hallados en la península ibérica.
De manera natural desembocaba en el actual parque natural de la Bahía de Cádiz. En época imperial romana se construyó el nuevo canal de desembocadura del Guadalete, promovido por el Patricio Gaditano Lucio Cornelio Balbo el Menor, hacia el año 19 a. C. Coincidiendo con la construcción del Portus Gaditanus, actual ciudad de El Puerto de Santa María en el lugar donde la Via Augusta cruzaba el río.
. El 'Canal de Balbo' parece que tenía un ancho de medio estadio, por un largo de 5 estadios. Desde el antiguo puente de San Alejandro a la Antigua Pescadería, donde salía a la playa en línea recta con el emplazamiento de la ciudad de Gades.
El río da nombre a la batalla de Guadalete, acaecida entre el 19 y el 26 de julio de 711 en una localización cercana aún desconocida y en la que los partidarios del rey don Rodrigo fueron derrotados por las fuerzas del Califato Omeya comandadas por Táriq Ibn Ziyad, en el inicio de la conquista musulmana de la península ibérica. Tras esta batalla se puso fin al reino visigodo y comenzó el período andalusí. En esta batalla murió el rey visigodo don Rodrigo. Según diversos autores, existen evidencias de que se produjera en los Llanos de Caulina.

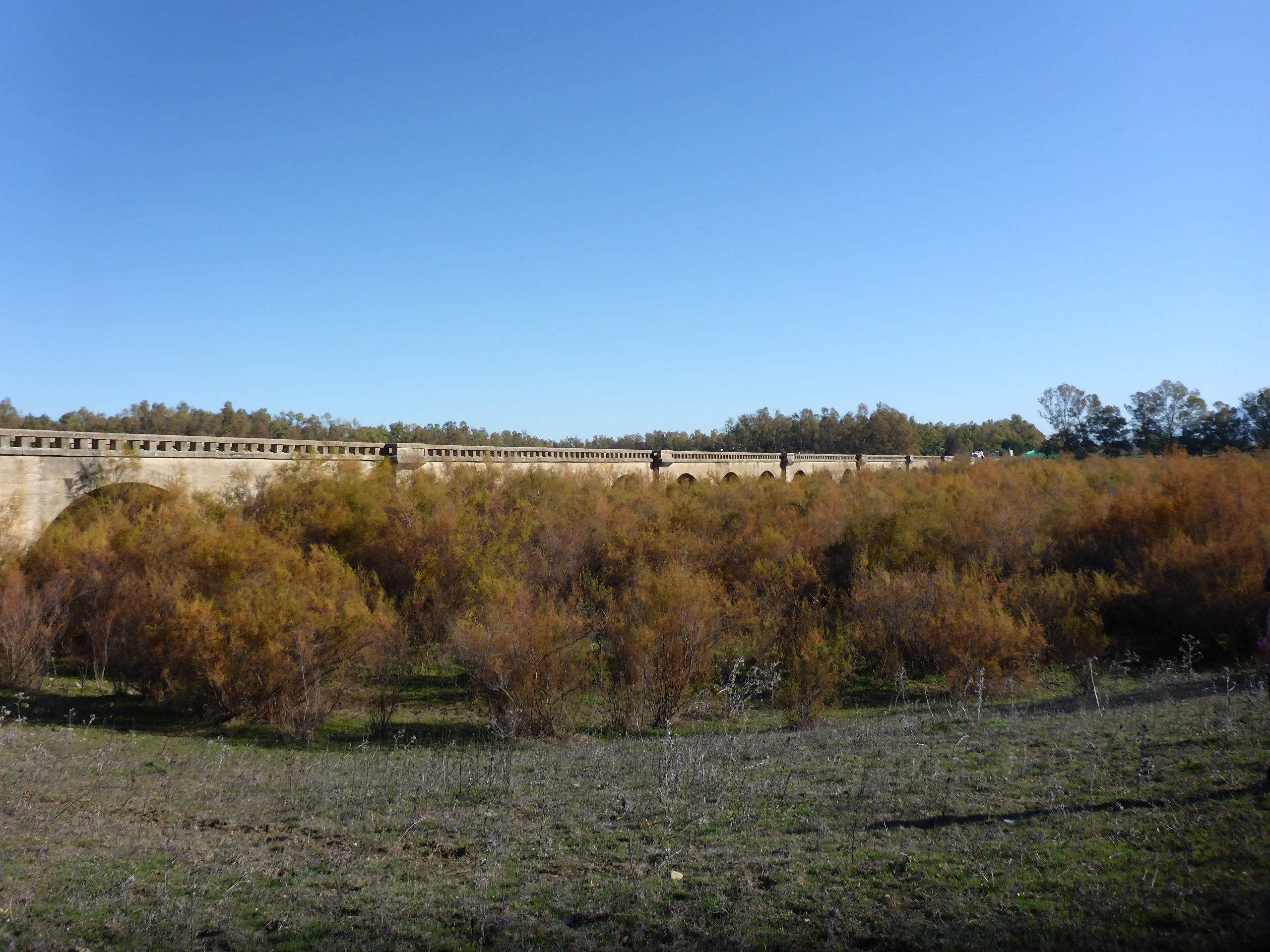
Cauce del río en el Puente de los 21 ojos en Bornos

Es famoso su puente de La Cartuja en Jerez, que ya existía en el año 1541 y que se está tramitando su declaración como Bien de Interés Cultural. Otro puente de valor artístico era el conocido como «Puente romano de Zahara de la Sierra», que fue desmontado al crear el Embalse de Zahara con la incumplida promesa de reconstruirlo, y que algunas fuentes apuntan a un origen romano
Del siglo XVI es también un proyecto de conectar el río con el núcleo urbano de Jerez y construir un puerto, nunca realizado
En el siglo XVIII se realizaron modificaciones en el curso del río que se pueden corroborar en el mapa de Tomás López
En la Edad Moderna hubo diversos planes de modificación del río, aunque pocos llegaron a realizarse. Entre otras obras de ingeniería posteriores, destaca el acueducto de Tempul, en La Barca y la nunca utilizada central de Tablellina En 1845 Pascual Madoz describió el río en su Diccionario Geográfico de España, comentando la cantidad de peces de agua dulce y salada que se podían pescar en las riberas de Jerez. Esto era debido a la ausencia de azudes o presas.
A principios del siglo pasado fue importante su uso recreativo, destacando la playa de «La Corta» A lo largo del siglo XX empiezan las obras para embalsar el río en diferentes puntos del cauce, y dejó de usarse para pesca.

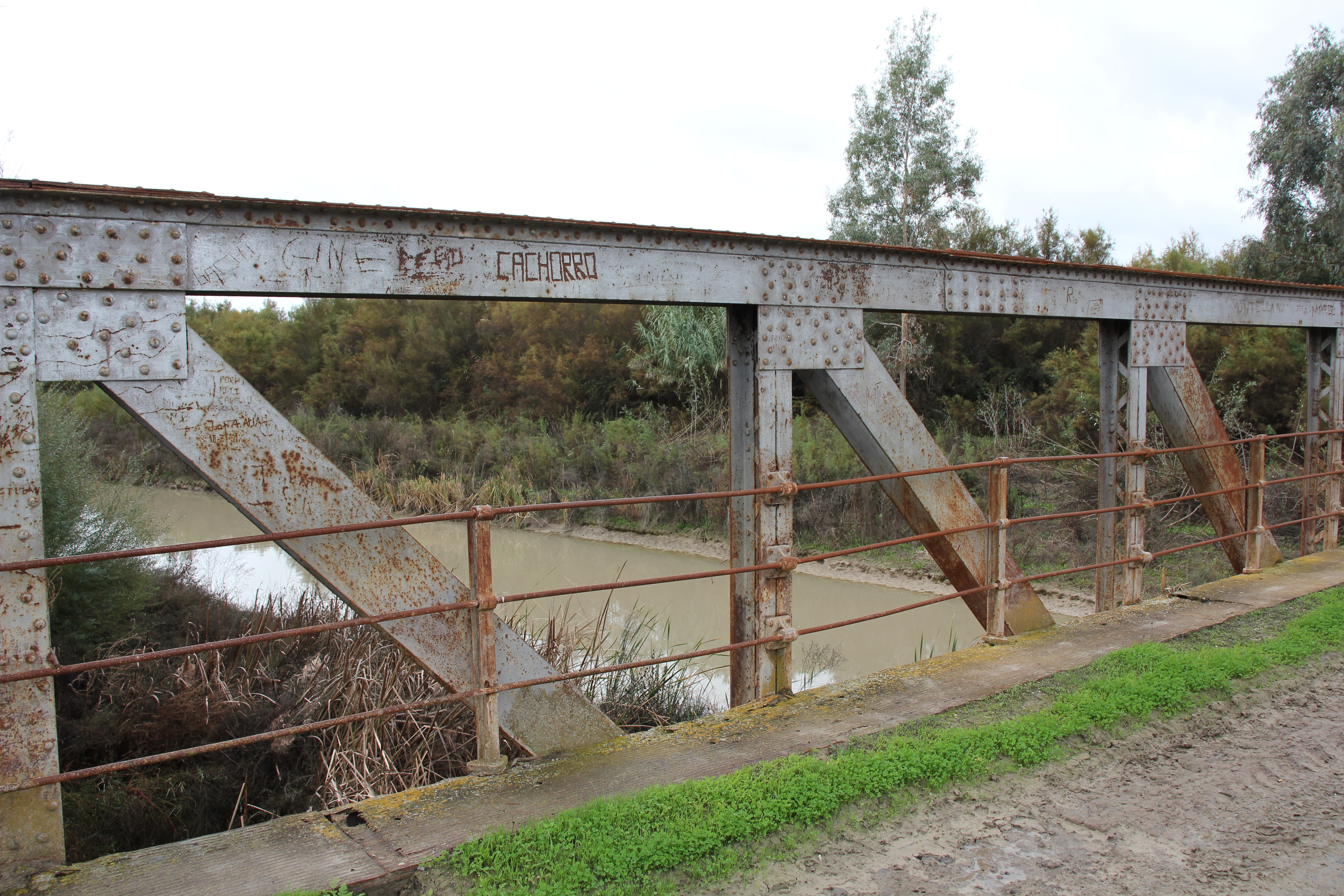
Paraje natural Cola del embalse de Bornos

Durante las décadas de los 80 y 90 el río sufrió graves problemas de contaminación, especialmente a raíz de la construcción de una planta azucarera en El Portal. La acción de los grupos ecologistas fue clave en la detención de estos procesos y su posterior recuperación. A principios del 2010 el Guadalete tuvo una de sus mayores crecidas debido a las fuertes lluvias que se registraron en la zona, inundando así algunas pedanías de Jerez de la Frontera.

## Características

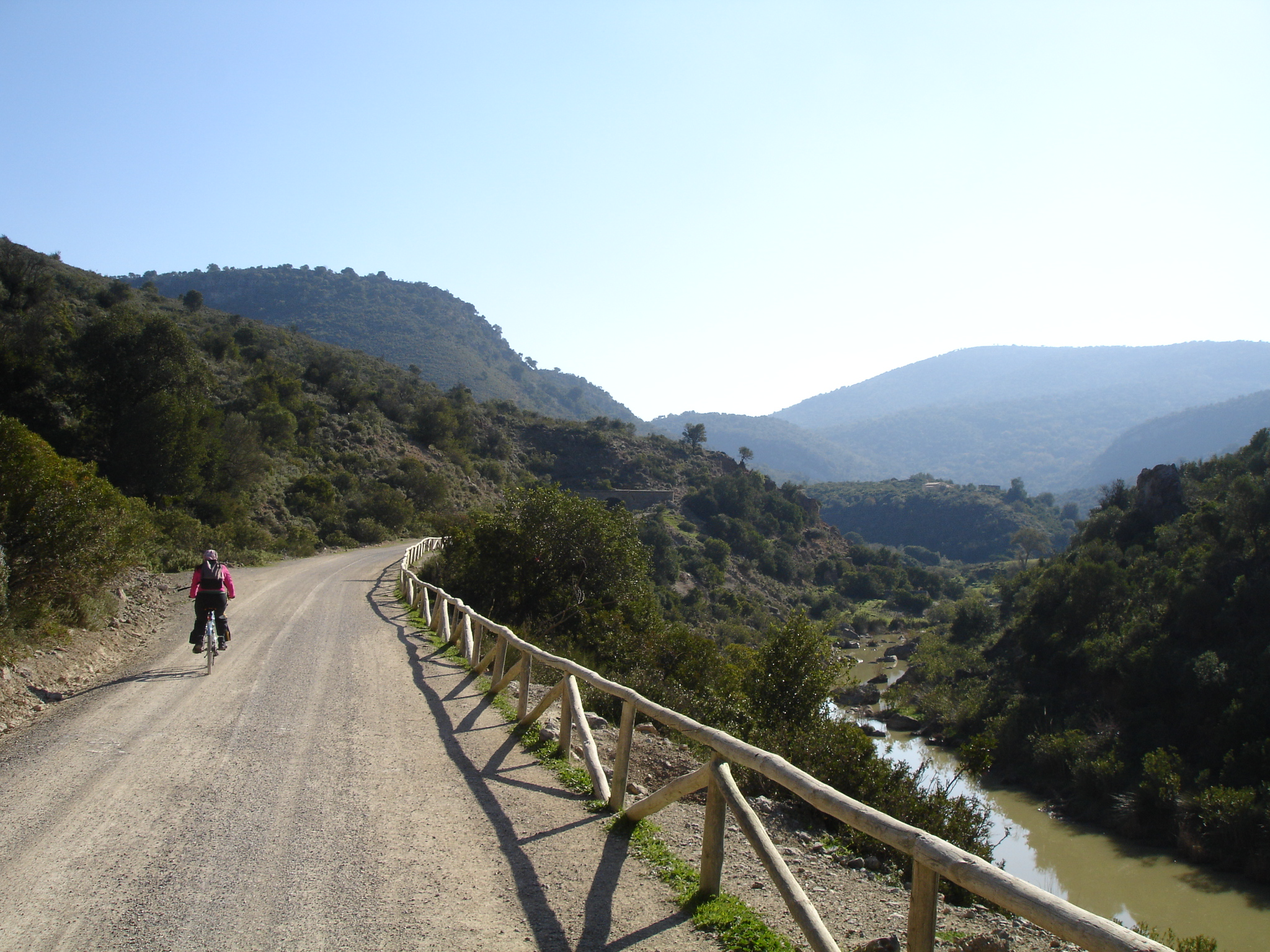
Vía Verde de la Sierra de Cádiz junto al Guadalete.

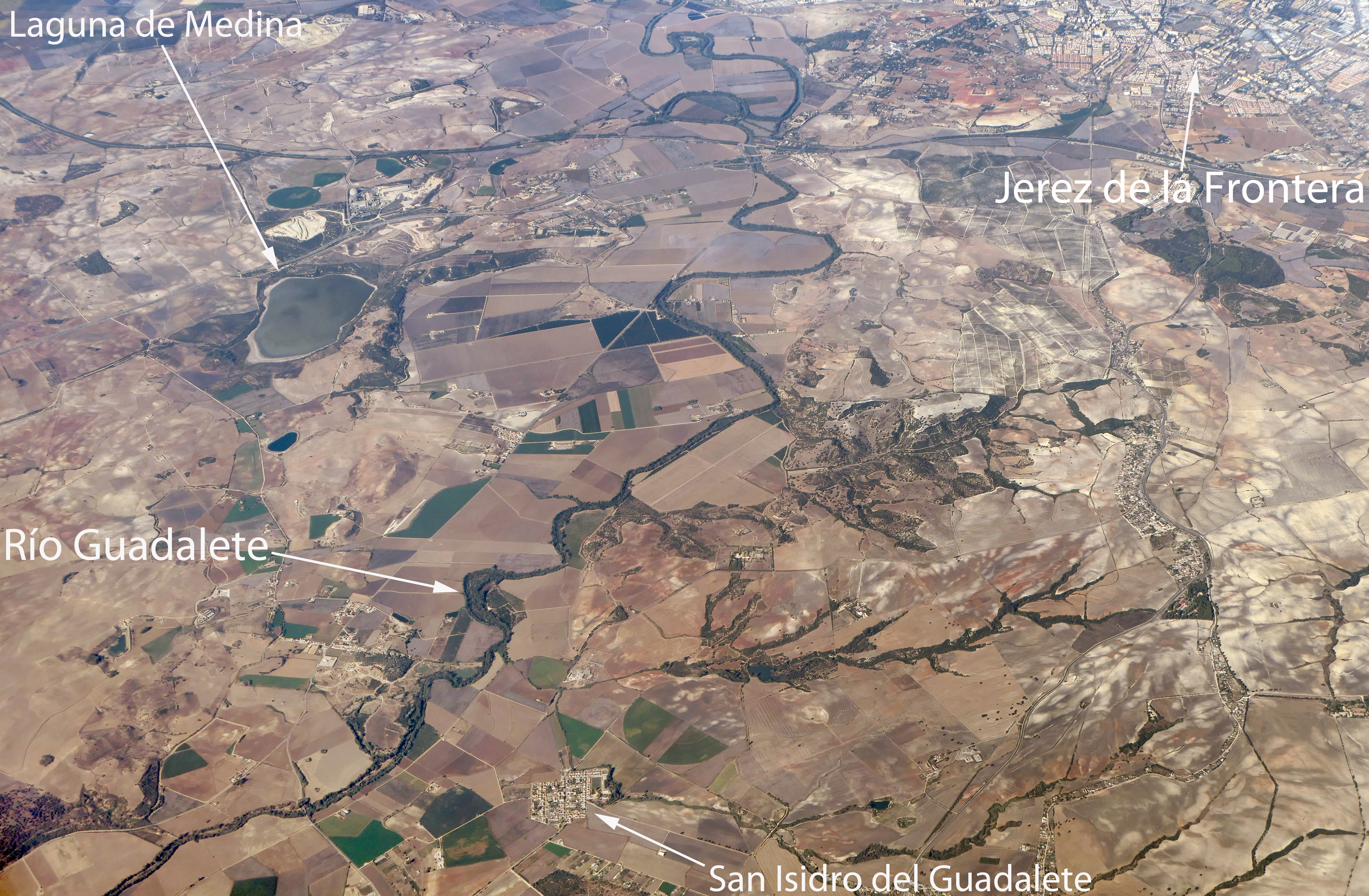
Tramo entre San Isidro del Guadalete y Jerez de la Frontera.

Su afluente principal es el Majaceite, llamado en su nacimiento río El Bosque, que nace en Benamahoma. El Majaceite desemboca en el Guadalete en la llamada Junta de los Ríos. El segundo afluente principal es el Guadalporcún que nace en el municipio de Torre Alháquime y se encuentra con el Guadalete en el término de Puerto Serrano. Cuente con otros muchos afluentes, como el Salado de Espera.
Es el segundo río más largo de Andalucía, si se considera que el Genil es un afluente del Guadalquivir. El río está regulado mediante el embalse de Arcos, el embalse de Bornos y el embalse de Zahara de la Sierra. Los embalses de la cuenca del río Guadalete se muestran en la siguiente tabla:
| Embalse                     | Localización                                                    | Capacidad hm³ | % respecto total | Cauce     |
| --------------------------- | --------------------------------------------------------------- | ------------- | ---------------- | --------- |
| Embalse de Arcos            | Arcos de la Frontera                                            | 15            | 1                | Guadalete |
| Embalse de Bornos           | Bornos                                                          | 200           | 15               | Guadalete |
| Embalse de Zahara-El Gastor | Zahara de la Sierra El Gastor                                   | 223           | 16               | Guadalete |
| Embalse de los Hurones      | San José del Valle                                              | 135           | 10               | Majaceite |
| Embalse de Guadalcacín      | San José del Valle Paterna de Rivera Arcos de la Frontera Algar | 800           | 58               | Majaceite |

## Fauna
Entre otras especies, destacan Globotruncana conica, Globotruncana contusa, Globotruncana stuarti o Globotruncana arca, no comunes lejos de la costa, y que tienen origen cretácico.
La angula ha disminuido su población enormemente en el río, pero se están haciendo esfuerzos para recuperarlas.
En 2019 se pone en marcha un plan para controlar la invasión de mejillón cebra

## Inundaciones
Existe constancia de desbordamientos del río desde el año 1618, así como 1881 e incluso a principios del siglo XX, cuando destruyó el puente que permitía salvar el río en Arcos de la Frontera.  Aunque desde 1957 la ocupación para tareas agrícolas, ganaderas y construcciones humanas ha reducido casi en un tercio del espacio que margen de las tierras colindantes al río para absorber las crecidas.

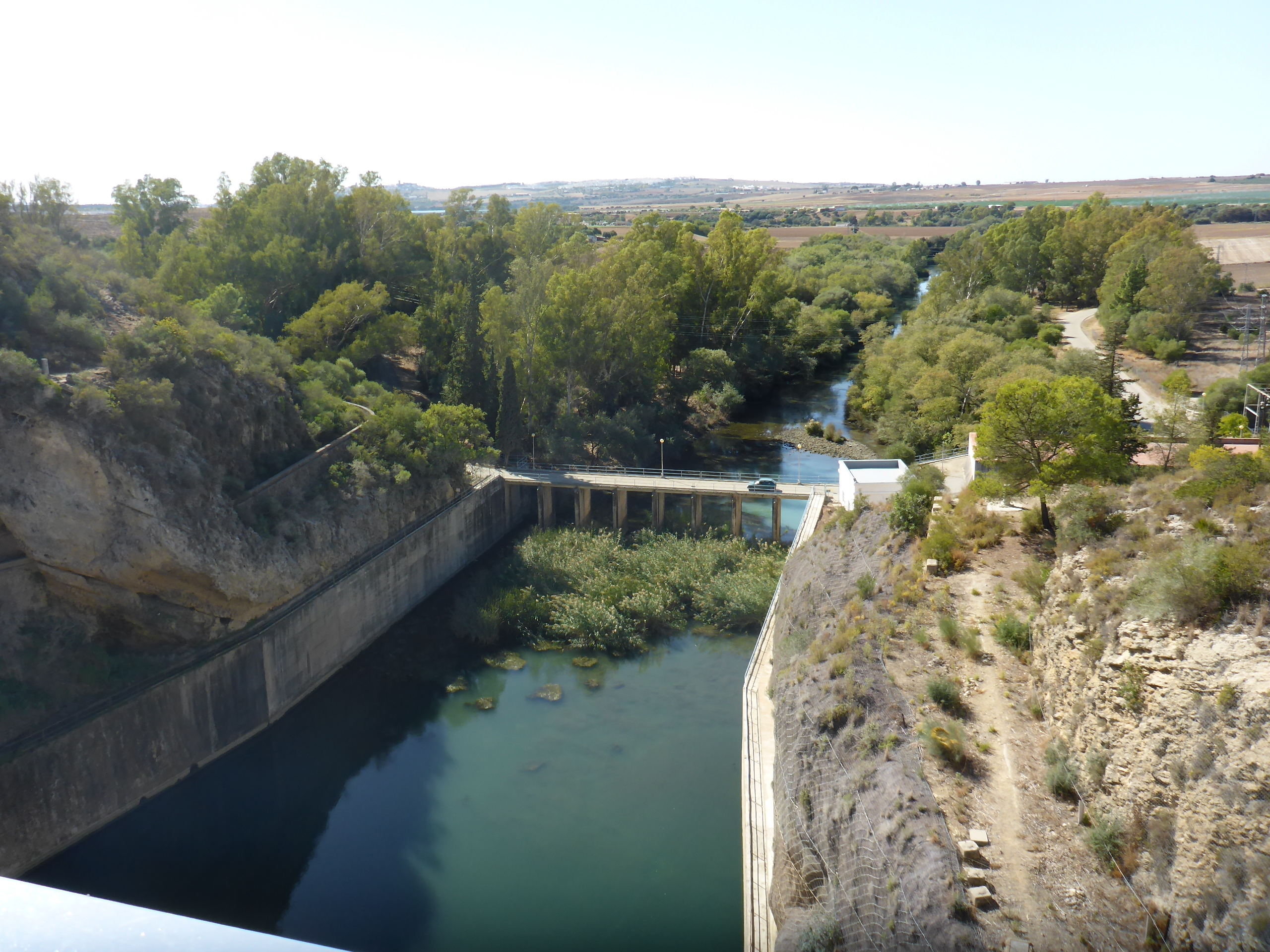
Guadalete al salir del embalse de Bornos

En épocas de lluvias fuertes se producen crecidas que suelen anegar las zonas cercanas a su cauce, especialmente en pedanías del término municipal de Jerez (El Portal, Las Pachecas, La Greduela, etc). Estos son causados principalmente por el aumento de la actividad de agricultura, la actividad de 76 explotaciones de canteras para extracción de áridos cerca del río y las modificaciones en la cuenca por la construcción de embalses de gran envergadura.
Sin llegar a los estragos que las lluvias de diciembre de 1996 causaron en toda la provincia y, especialmente, en el valle del Guadalete, apenas cuatro o cinco días de fuertes aguaceros bastaron para que los pantanos de cabecera de la cuenca se llenaran y debieran desembalsar importantes caudales. Una de las consecuencias derivadas de todo ello han sido las inundaciones que afectan a buena parte de la vega baja del río en muchos rincones de las campiñas de Arcos de la Frontera y Jerez.
Si hacemos un poco de historia, estos días nos traen a la memoria aquellos otros de la segunda quincena de diciembre de 1996 en los que, sin cesar de llover en toda la provincia, se produjeron también grandes inundaciones. El presagio de que algo especial se fraguaba lo tuvimos entonces el 14 de diciembre, cuando después de varios días de lluvia se registraron 70 litros por metro cuadrado en el aeropuerto de La Parra, en tan solo dos horas, de las 5 a las 7 de la mañana, comenzando los primeros desbordamientos en el Guadalete.
Sin dejar de llover los días siguientes, el 17 se cortaban ya las carreteras en muchos puntos de las pedanías de Jerez y el 19 se inundaban buena parte de las viviendas de la barriada rural de Las Pachecas, siendo evacuadas más de 80 familias. La situación recordó entonces a la sufrida en 1969 o a la que, con mayores problemas todavía, se vivió en 1963, cuando muchos vecinos de estos núcleos rurales debieron ser rescatados por los helicópteros de la base naval de Rota.
Como ha ocurrido estos días, también a partir del 14 de diciembre de 1996 el Guadalete se desbordó como consecuencia de los aportes de todos los afluentes y arroyos de la cuenca y, principalmente, del desembalse de los pantanos. El 20 de diciembre, el Poblado de Doña Blanca se vio anegado por el desbordamiento del río que dejó aisladas a las barriadas rurales de El Portal y La Ina.
Recientemente, estudios de la Agencia Andaluza del Agua creen necesario cambiar el curso del río para evitar que la caída de un enorme peñón le haga salirse de su cauce provocando más inundaciones incontroladas Trabajos que ya han comenzado y que incluyen el derribo de edificaciones en los márgenes del río obstaculizando el funcionamiento de puentes
Tras estos sucesos, en 2014, delimitan las zonas inundables por el río a su paso por Jerez de la Frontera. Estas zonas constituyen el 9% del municipio, en concreto en las pedanías de Estella del Marqués, La Ina, La Corta, El Portal y El Portalillo.

## Otras actuaciones
El río ha sufrido por actuación de una construcción humana un drástico cambio en su cauce al poco de su nacimiento en Grazalema, que la Junta de Andalucía ha obligado a reparar gracias a un expediente sancionador de la a Confederación Hidrográfica del Guadalquivir.
Se ha construido un azud en El Portal para controlar las crecidas con una probada efectividad en las lluvias de otoño de 2014
Sin embargo, no se han demolido edificaciones en suelo «no urbanizable y de especial protección» en las inmediaciones del río
Centro de Hidrogeología de la Universidad de Málaga va a realizar un estudio a petición de la Agencia Andaluza del Agua para determinar las razones de los sistemáticos problemas de abastecimiento de agua potable de las poblaciones de la cabecera del río, analizando cómo en uno de los lugares con mayor pluviosidad del país puede darse estas situaciones.

## Turismo

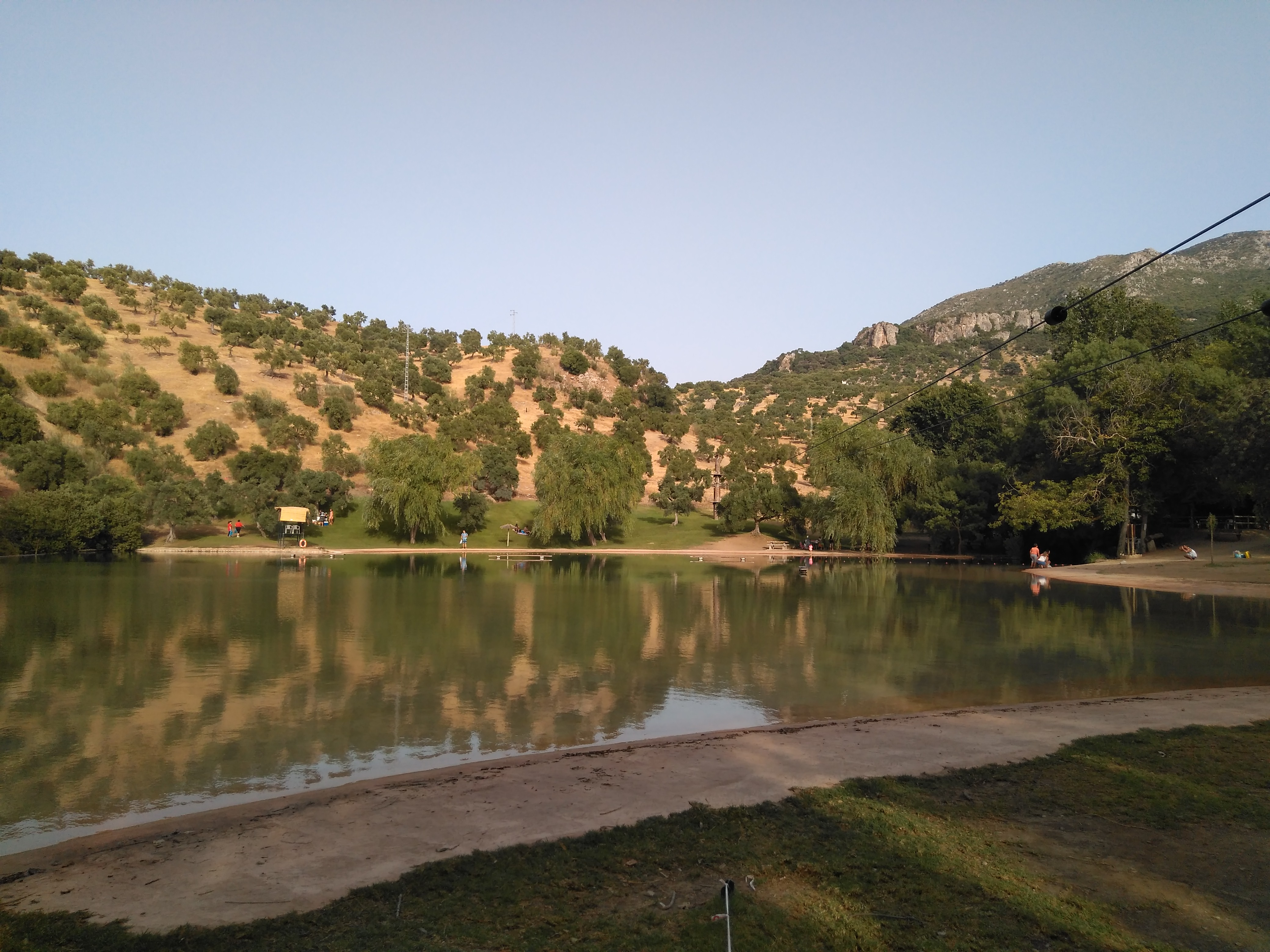
Playa de Arroyomolinos

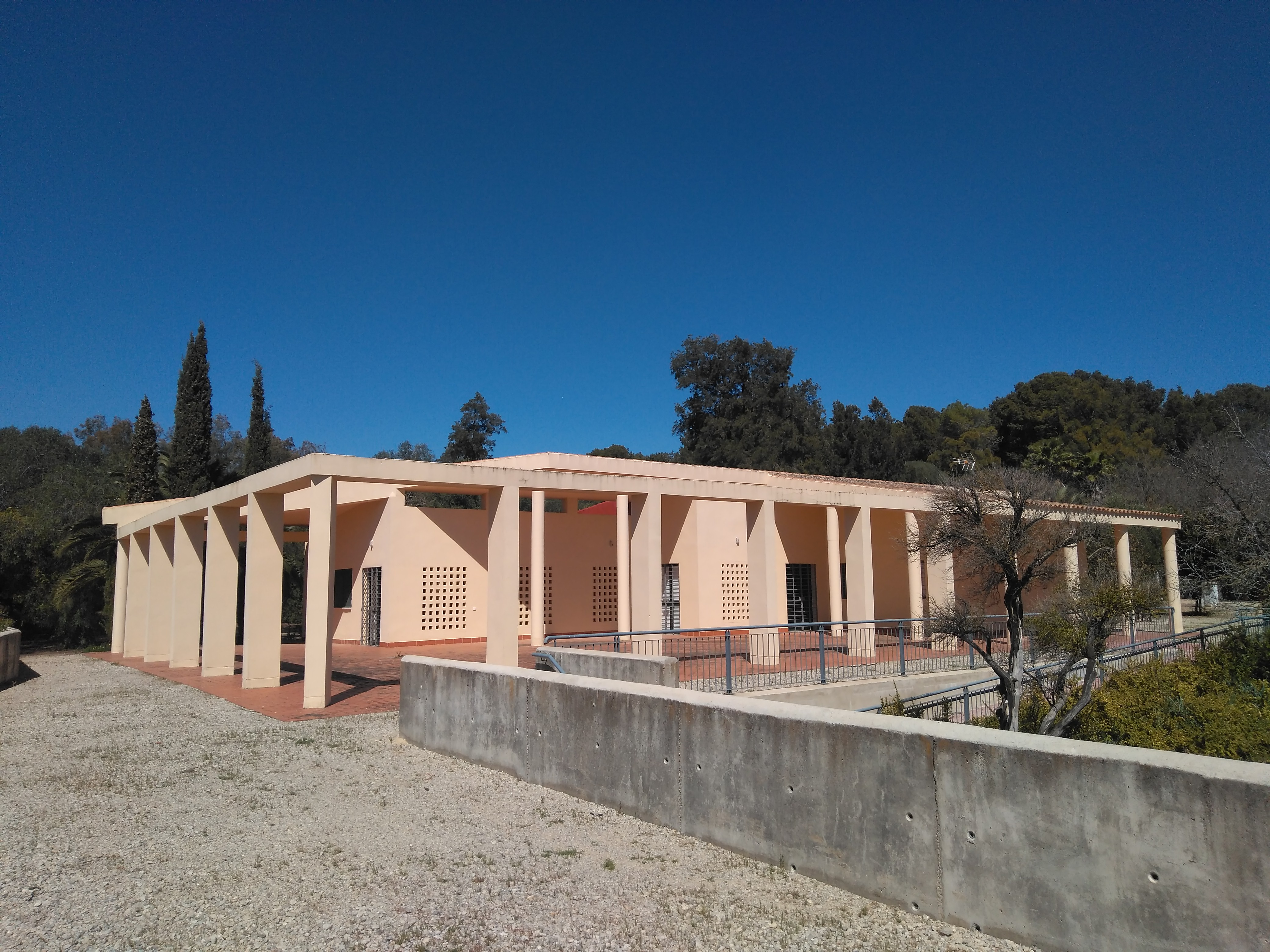
Centro de interpretación en Jerez

En Zahara de la Sierra existe una playa artificial con el cauce del río.
El río cuenta con un centro de interpretación del Bajo Guadalete, ubicado en el parque de Santa Teresa de Jerez de la Frontera.
En Arcos de la Frontera también se habilitó un centro de interpretación, pero actualmente está abandonado
Se ha recuperado el «Molino del Caño» en el Puerto de Santa María para un restaurante de Ángel León. Hay otro molino en el Puente de la Cartuja.
Se está trabajando para delimitar senderos junto al río

## Futuro
Las administraciones públicas han aprobado un Plan Hidrológico que define la gestión del río en el periodo 2015-2021.
Mientras los ciudadanos han montado una plataforma para denunciar la situación del río y lo protejan de las distintas agresiones que sufre, incluyendo continuos vertidos. De hecho, ya han dado sus primeros frutos al eliminarse más de 21.000 eucaliptos (para reforestar con autóctonos) y retirarse 71.000 metros cúbicos de sedimentos
La Universidad de Cádiz colabora con un trabajo en el marco del proyecto RAMIP (River Delta System Analysis and Management in Practise), que financia la Unión Europea.
Recientemente la Junta de Andalucía ha aprobado la ampliación de la zona protegida del río, pasando a incluir el tramo entre La Barca de la Florida y Arcos. Y ha culminado la limpieza del río: 100 000 m³ de sedimentos retirado y 30 000 eucaliptos (especie invasora) talados, lo que se espera permita controlar futuras crecidas
Igualmente se está trabajando en el fomento del ecoturismo en torno al río, destacando la guía de itinerarios peatonales editada por la «Asociación para el Desarrollo Rural de la Campiña de Jerez« y la propuesta de Ecologistas en Acción
La bodega González Byass está estudiando utilizar los antiguos embarcaderos del río (embarcadero de la Marina junto al Rancho de la Bola y el del puerto de El Trocadero) para recrear como alternativa de ocio la travesía que hacía el vino de Jerez en barcazas por el Guadalete hasta que embarcaba para exportación.
En 2016 se inaugura en un centro (Aula) de interpretación del río en Jerez en el parque de Santa Teresa.
En 2018 se inaugura un tramo navegable de 10 kilómetros de río.
En 2019 se llega a un acuerdo para realizar un sendero desde Jerez (La Cartuja) hasta el Puerto de Santa María.
En 2020 se anuncia una inversión de 42 millones en 15 años en el «Plan Especial Supramunicipal del Entorno del Río Guadalete», realizando cinco rutas cicloturistas además de otros 10 secundarias, embarcaderos, áreas recreativas y miradores entre otras actuaciones.